# Guatteria juruensis
Guatteria juruensis är en kirimojaväxtart som beskrevs av Friedrich Ludwig Diels. Guatteria juruensis ingår i släktet Guatteria och familjen kirimojaväxter. Inga underarter finns listade i Catalogue of Life.